# Henry – Portret seryjnego mordercy
Henry – Portret seryjnego mordercy (ang. Henry: Portrait of a Serial Killer) − amerykański thriller z 1986 roku w reżyserii Johna McNaughtona, z Michaelem Rookerem w roli tytułowej. Zdjęcia kręcono w Chicago.

## Opis fabuły
W obskurnym mieszkaniu w ubogiej części miasta krzyżują się losy trojga bohaterów: koczowniczego mordercy Henry’ego, jego przyjaciela z więzienia Otisa oraz siostry Otisa, Becky. Postaci mężczyzn wzorowano na prawdziwych seryjnych zabójcach, Henrym Lee Lucasie i Ottisie Toole'u.

## Obsada
- Michael Rooker − Henry
- Tom Towles − Otis
- Tracy Arnold − Becky
- Kurt Naebig − licealista
- Peter Van Wagner − włóczęga
- Mary Demas − ofiara

## Opinie
Witryna retrocrush.com uznała kreację Michaela Rookera w filmie Henry − Portret seryjnego mordercy za jeden z najlepszych występów aktorskich w historii kina grozy.

## Nagrody i wyróżnienia
- 1990, MFF w Locarno:
  - nominacja do nagrody Golden Leopard (wyróżniony: John McNaughton)[2]
- 1990, Sitges − Catalonian International Film Festival:
  - nagroda dla najlepszego filmu (John McNaughton)[2]
  - nagroda dla najlepszego reżysera (John McNaughton; ex aequo z Samem Raimi wyróżnionym za film Człowiek ciemności)[2]
  - nagroda Prize of the Catalan Screenwriter's Critic and Writer's Association (John McNaughton)[2]
- 1990, Seattle International Film Festival:
  - nagroda Golden Space Needle w kategorii najlepszy aktor (Michael Rooker)[2]
- 1991, Fantasporto:
  - nagroda International Fantasy Film w kategorii najlepszy film (John McNaughton)[2]
  - nagroda International Fantasy Film w kategorii najlepszy aktor (Michael Rooker)[2]
  - nagroda International Fantasy Film w kategorii najlepszy scenariusz (Richard Fire, John McNaughton)[2]
  - nagroda International Fantasy Film w kategorii najlepsza aktorka (Tracy Arnold; ex aequo z Billie Whitelaw wyróżnioną za film Bracia Kray)[2]
- 1991, Independent Spirit Awards:
  - nominacja do nagrody Independent Spirit w kategorii najlepszy film fabularny (John McNaughton, Lisa Dedmond, Steven A. Jones)[2]
  - nominacja do nagrody Independent Spirit w kategorii najlepszy reżyser (John McNaughton)[2]
  - nominacja do nagrody Independent Spirit w kategorii najlepszy aktor w roli pierwszoplanowej (Michael Rooker)[2]
  - nominacja do nagrody Independent Spirit w kategorii najlepsza aktorka w roli drugoplanowej (Tracy Arnold)[2]
  - nominacja do nagrody Independent Spirit w kategorii najlepszy aktor w roli drugoplanowej (Tom Towles)[2]
  - nominacja do nagrody Independent Spirit w kategorii najlepszy scenariusz (Richard Fire, John McNaughton)[2]
- 1991, Brussels International Festival of Fantasy Film:
  - nagroda Silver Raven (John McNaughton)[2]